# 大津京駅
大津京駅（おおつきょうえき）は、滋賀県大津市皇子が丘二丁目にある、西日本旅客鉄道（JR西日本）湖西線の駅である。駅番号はJR-B29。
本項では、同地にある京阪電気鉄道石山坂本線の京阪大津京駅（けいはんおおつきょうえき、駅番号はOT15）についても扱う。

## 歴史

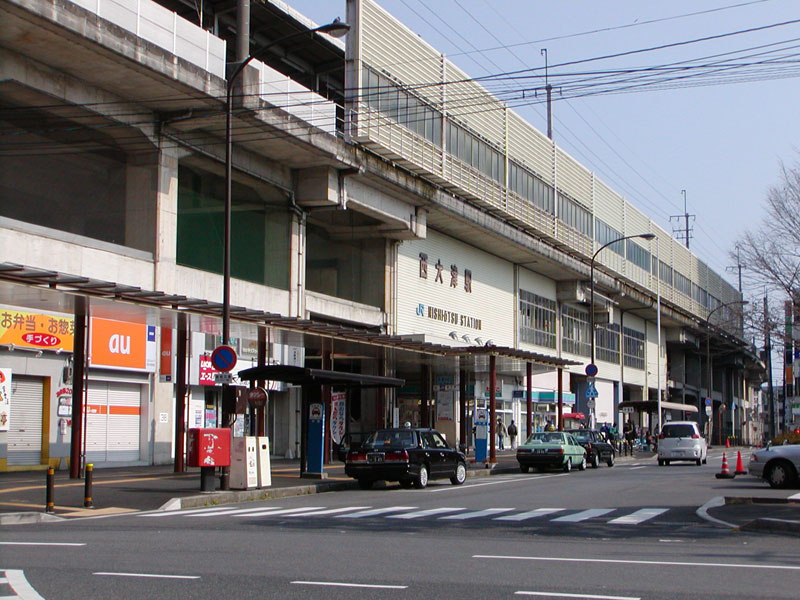
駅名改称前の駅舎（2007年3月）

### 国鉄→JR西日本
- 1974年（昭和49年）7月20日：日本国有鉄道湖西線の山科駅 - 近江塩津駅間の全線開通と同時に[3][4]、西大津駅（にしおおつえき）として開業[5]。旅客扱いのみ[6]。
- 1987年（昭和62年）4月1日：国鉄分割民営化により、西日本旅客鉄道（JR西日本）の駅となる[6][3]。
- 1998年（平成10年）9月24日：自動改札機を設置し、供用開始[7]。
- 2003年（平成15年）11月1日：ICカード「ICOCA」の利用が可能となる[4]。
- 2008年（平成20年）3月15日：駅名を大津京駅に改称[5][8][9]。
- 2011年（平成23年）3月12日：ダイヤ改正に伴い、特急「サンダーバード」の停車を取りやめる[10]。
- 2016年（平成28年）3月26日：ダイヤ改正に伴い、京阪神緩行線列車の乗り入れが廃止される[3]。
- 2018年（平成30年）3月17日：駅ナンバリングが導入され、使用を開始する[11]。

#### 駅名に関する議論
湖西線の建設当初は仮称が「北大津」であった。しかし、大津市からは玄関口として「大津」の名称を採用する要望があったほか、「北大津」が地理的に旧・堅田町付近にあたることや「湖西線大津」の略称となることを鑑みて「西大津」を駅名に採用するよう国鉄に要望し、西大津駅として開業することとなった。
1999年（平成11年）11月2日に「大津京駅」への改称を目指す運動が始まり、2000年（平成12年）2月7日にJR西日本に改称の要望書を提出し、同月に署名運動が開始され、同年4月14日には集まった約3万人の署名を提出した。しかし駅名変更のためには多額の経費を地元が負担しなければならないことが課題となったため、同年中の駅名変更は実現しなかった。
そこで、2003年（平成15年）8月21日に大津市長に駅名変更の要望書を提出するなど、地元自治体への請願が行われた。
こうした働き掛けを受けて2004年（平成16年）3月2日に当時の大津市長・目片信が駅名変更に取り組むことを会見で表明し、JR西日本も前向きに検討することを表明して実現へ向けた動きが本格化することになった。
そして、2005年（平成17年）9月15日に目片市長が市議会で2006年（平成18年）秋に「琵琶湖環状線」が開業するのに合わせて、雄琴駅のおごと温泉駅への改称とともに実施する方針を示した。さらに同年11月には経費を大津市が負担する方針も示された。
ところが、「大津京」という語が歴史学的に不適切であるとの指摘が研究者などからなされるなど反対論もあり、2006年（平成18年）1月24日には駅名変更を先送りすることになった。しかし、2007年（平成19年）2月19日には大津市が駅名変更費用を新年度予算に計上した。
同年3月6日の市議会で「歴史書などで大津宮とされている」などとして疑問を投げかける質疑が行われ、同年12月1日に開催された集会で「学術的に疑問」だとの意見が出て同月に大津市長あてに公開質問状を提出した。これに対して大津市長は2008年（平成20年）1月11日に見直しをしないとの回答を行った。そのため、同月30日に市民団体が改めて駅名変更の撤回を求める要望書を大津市に提出したが、同年2月8日に大津市長が改めて撤回を拒否した。しかし、同月10日に行われた講演会でも歴史研究者らが「大津京」の存在を否定するなど反対論は根強く残り、大津市の監査委員への監査請求も行われたが却下された。
以上のような経緯を経て、2008年3月15日に駅名が改称された。

### 京阪電気鉄道
- 1946年（昭和21年）3月1日：山上駅（1945年休止）・漣駅跡（1944年廃止）の中間に京阪神急行電鉄の皇子山駅（おうじやまえき）が開業。同時に山上駅廃止。
- 1949年（昭和24年）12月1日：会社分離により、京阪電気鉄道石山坂本線の停留場となる。
- 1956年（昭和31年）6月25日：改良工事竣工[34]。
- 2006年（平成18年）3月18日：52メートル北側の湖西線高架下へ移設。
- 2018年（平成30年）3月17日：京阪大津京駅（けいはんおおつきょうえき）に改称[35][36]。改称理由はJR西日本湖西線大津京駅との乗換利用の促進を図るため[注釈 3][35][36]。

## 駅構造

### JR西日本（大津京駅）
島式ホーム2面4線の停車場で、待避設備を備えた高架駅になっている。改札口は2階で、ホームは3階にある。改札口から各ホームへは、ホームエレベーターが1本、階段が2本ずつ通じている。また、地上（1階）から改札口へは、上りエスカレーター・エレベーター・階段が通じている。2020年7月31日にみどりの窓口は閉鎖され、みどりの券売機プラスが設置されている。
また、山科駅と近江塩津駅を除いた湖西線の途中駅で唯一乗り換え路線がある駅となっている。
ICOCA利用可能駅（相互利用可能ICカードはICOCAの項を参照）。

#### のりば
| のりば | 路線   | 方向 | 行先                 |
| ------ | ------ | ---- | -------------------- |
| 1・2   | 湖西線 | 下り | 堅田・近江今津方面   |
| 3・4   | 湖西線 | 上り | 山科・京都・大阪方面 |

付記事項
- 内側2線（2・3番のりば）が本線、外側2線（1・4番のりば）が待避線（副本線）である[5][注釈 4]。
- 外側2線（1・4番のりば）は貨物列車などが後続列車の発車・通過待ちを行うために停車することがある[注釈 5]。
- 下り列車（近江舞子・敦賀方面）の一部は当駅で緩急接続を行うため、同一ホームで対面乗り換えをすることができる。
- ホームの長さは320 mとなっており、15両分のホーム有効長をもつが、12両分しか使用していない。なお、使用していない部分にはフェンスが設置されたため、立ち入ることはできない。

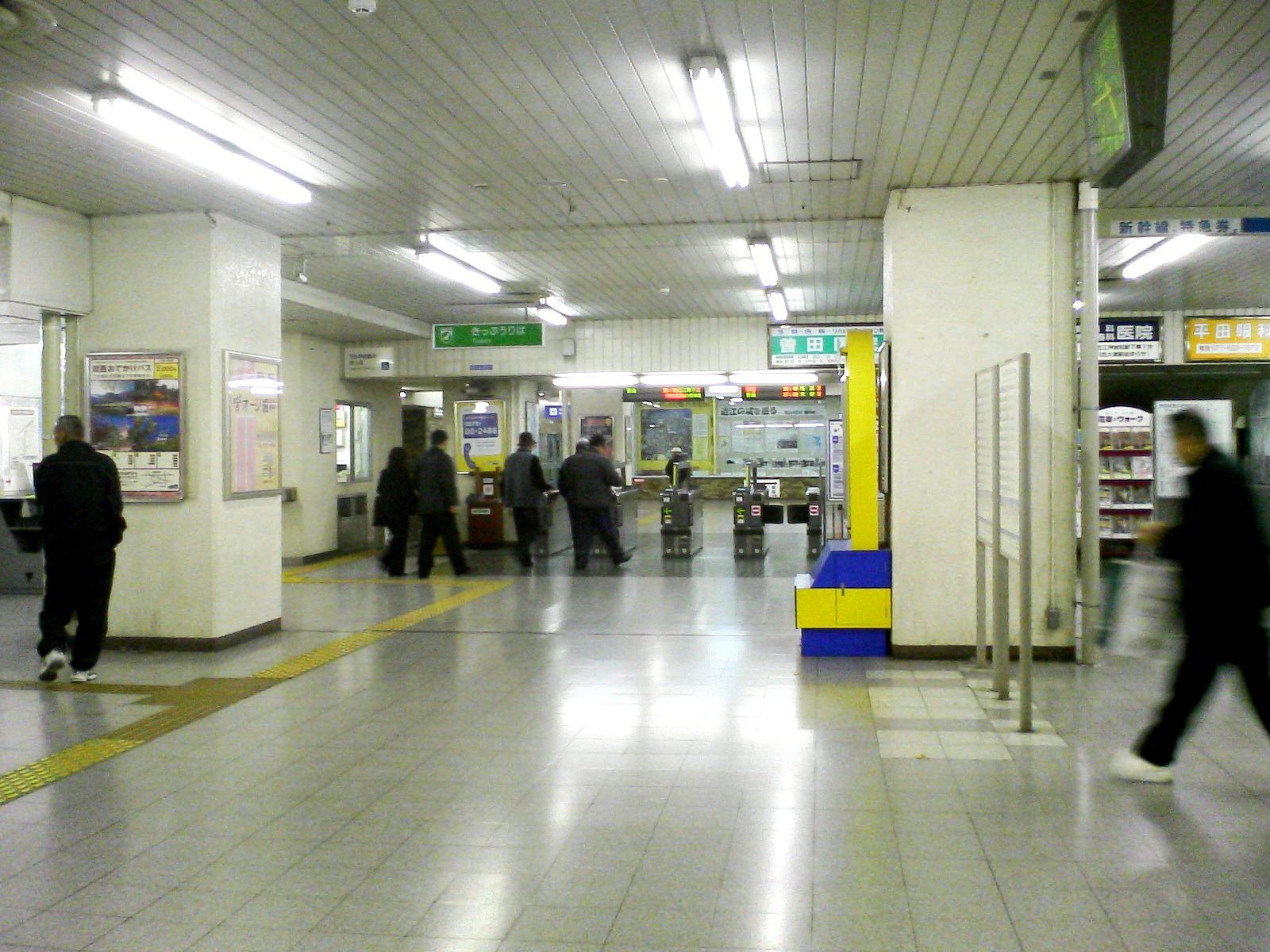
改札口付近（2007年11月）
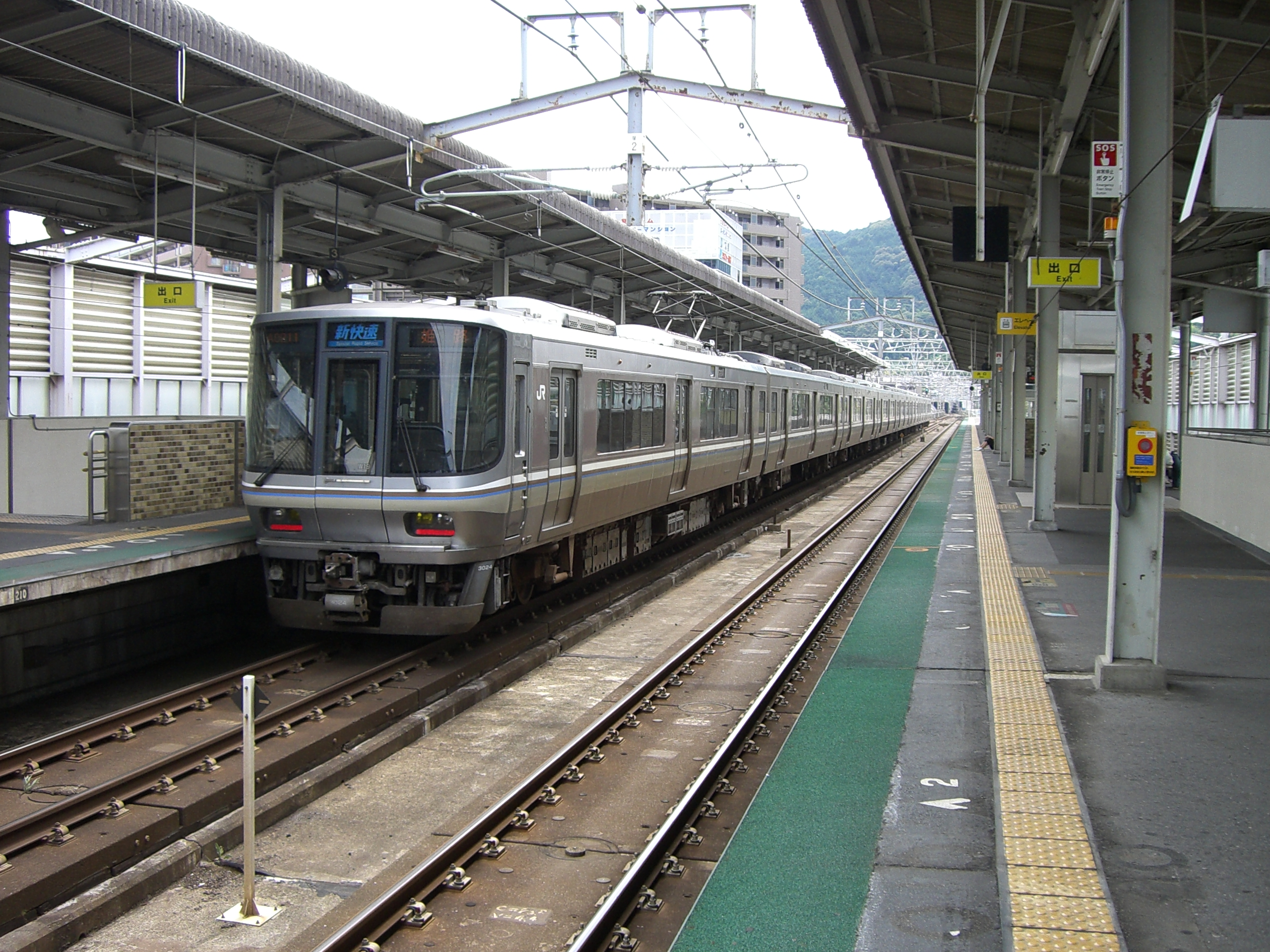
ホーム（2006年8月）

### 京阪電気鉄道（京阪大津京駅）
相対式ホーム2面2線を持つ地上駅。駅舎は上りホームの浜大津寄りにあるほか、下りホームの浜大津寄りにも勝手口がある。互いのホームは構内踏切で連絡しているが、上下ホームで別々に自動改札機を備えており、改札内でのホーム同士の往復はできない。自動改札機はPiTaPa・ICOCAに対応している。

#### のりば
| ホーム | 路線        | 方向 | 行先                     |
| ------ | ----------- | ---- | ------------------------ |
| 駅舎側 | ▼石山坂本線 | 上り | びわ湖浜大津・石山寺方面 |
| 反対側 | ▼石山坂本線 | 下り | 坂本比叡山口方面         |

- ホーム有効長は2両。のりば番号は設定されていない。

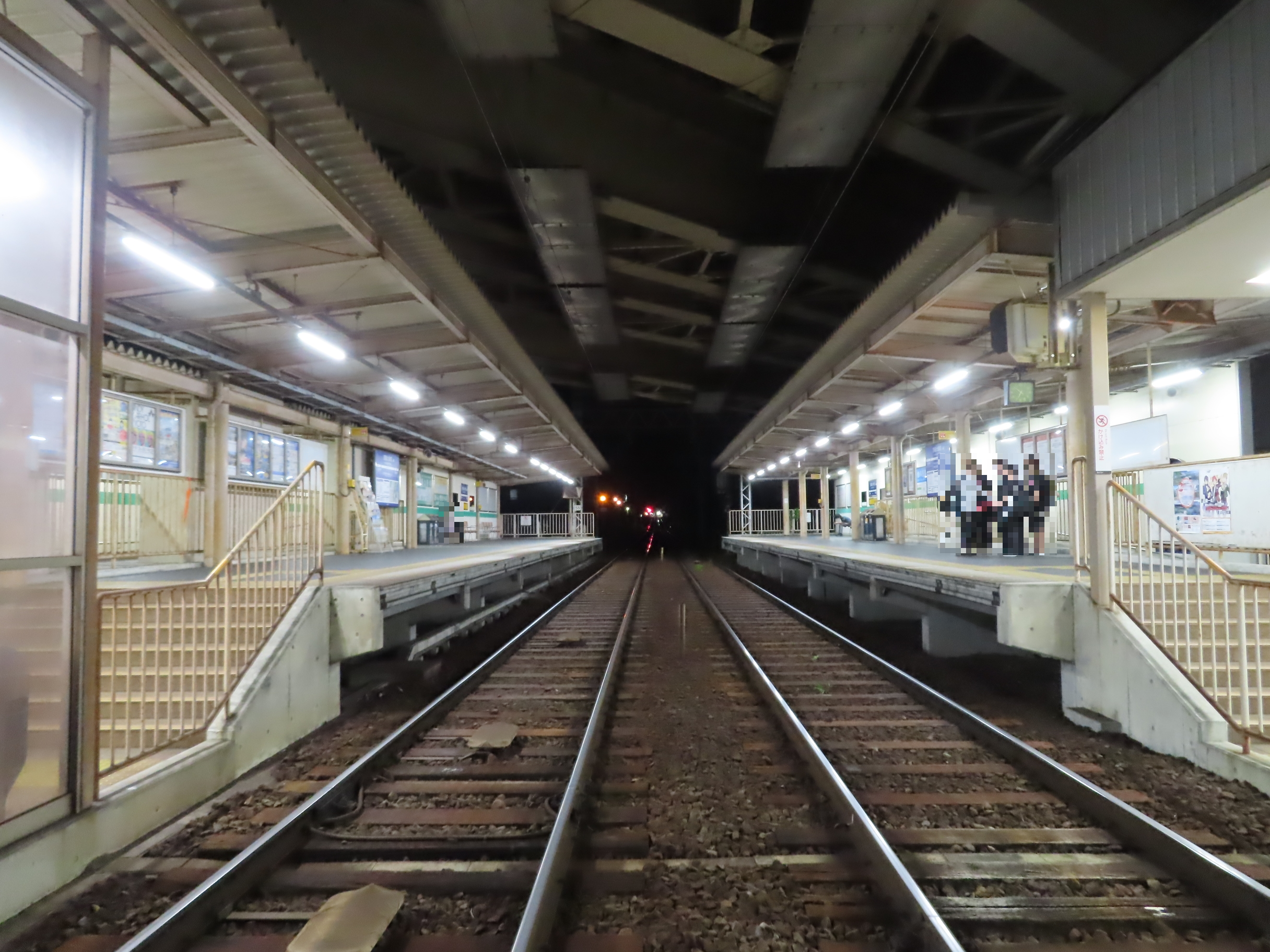
プラットフォーム
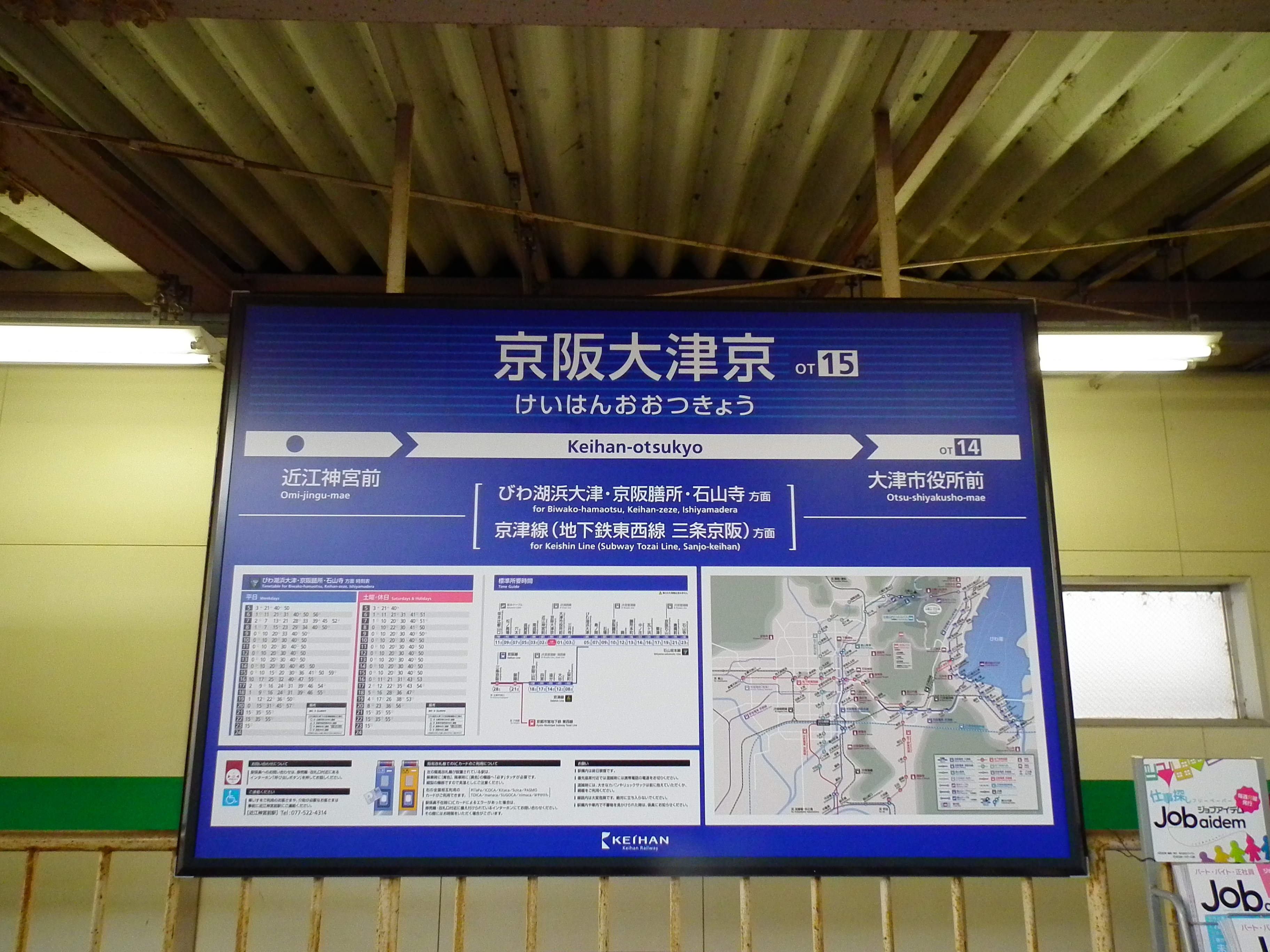
駅名標

## 利用状況
「滋賀県統計書」によると、JR西日本の1日平均の乗車人員は以下の通りである。JR西日本の移動等円滑化取組報告書によれば、2023年度の1日当たりの利用者数は17,994人。湖西線内の駅では山科駅に次いで多く、湖西線単独駅の中では最も多い。
| 年度   | 1日平均 乗車人員 | 出典        |
| ------ | ---------------- | ----------- |
| 1992年 | 5,816            | [ 統計 2 ]  |
| 1993年 | 5,986            | [ 統計 3 ]  |
| 1994年 | 5,986            | [ 統計 4 ]  |
| 1995年 | 6,239            | [ 統計 5 ]  |
| 1996年 | 6,821            | [ 統計 6 ]  |
| 1997年 | 7,177            | [ 統計 7 ]  |
| 1998年 | 7,217            | [ 統計 8 ]  |
| 1999年 | 7,047            | [ 統計 9 ]  |
| 2000年 | 7,109            | [ 統計 10 ] |
| 2001年 | 7,251            | [ 統計 11 ] |
| 2002年 | 7,738            | [ 統計 12 ] |
| 2003年 | 8,113            | [ 統計 13 ] |
| 2004年 | 8,245            | [ 統計 14 ] |
| 2005年 | 8,363            | [ 統計 15 ] |
| 2006年 | 8,654            | [ 統計 16 ] |
| 2007年 | 9,119            | [ 統計 17 ] |
| 2008年 | 9,296            | [ 統計 18 ] |
| 2009年 | 9,293            | [ 統計 19 ] |
| 2010年 | 9,405            | [ 統計 20 ] |
| 2011年 | 9,230            | [ 統計 21 ] |
| 2012年 | 9,248            | [ 統計 22 ] |
| 2013年 | 9,201            | [ 統計 23 ] |
| 2014年 | 9,026            | [ 統計 24 ] |
| 2015年 | 9,253            | [ 統計 25 ] |
| 2016年 | 9,381            | [ 統計 26 ] |
| 2017年 | 9,552            | [ 統計 27 ] |
| 2018年 | 9,637            | [ 統計 28 ] |
| 2019年 | 9,672            | [ 統計 29 ] |
| 2020年 | 7,717            | [ 統計 30 ] |
| 2021年 | 8,042            | [ 統計 31 ] |
| 2022年 | 8,642            | [ 統計 32 ] |

## 駅周辺
当駅西側の高架下には、JR西日本不動産開発による開発事業として2017年に飲食店3店が開業している。
- 大津市立皇子山総合運動公園
  - 皇子山陸上競技場
  - 皇子山球場
  - 滋賀県立スポーツ会館[44]
- 皇子が丘公園
- 大津市役所
- 弘文天皇陵
- 大津市歴史博物館
- 大津市立皇子山中学校
- イオンスタイル大津京（建て替えのため、2024年1月10日をもって一時休業）
- BRANCH大津京[45]
- MEGAドン・キホーテ 大津店
- びわこ競艇場
- 柳が崎湖畔公園
- FMおおつ
- 早尾神社
- 常盤稲荷社
- 西大津バイパス（国道161号）
- 滋賀県道47号伊香立浜大津線
- 滋賀県道558号高島大津線（西近江路）

## バス路線
| 大津京駅 | 大津京駅     | 大津京駅               | 大津京駅                                 |
| 乗り場   | 運行事業者   | 系統または路線名・行先 | 備考                                     |
| -------- | ------------ | ---------------------- | ---------------------------------------- |
| -        | 近江鉄道バス | 大津龍大線：龍谷大学   | 平日のみ運行（休講日を除く）、大津駅経由 |
| 1        | 江若交通     | 91：びわこ競艇場       | 競艇開催日のみ運行（無料シャトルバス）   |
| 1        | 京阪バス     | 66A：大津駅            | 平日2本、土曜・休日1本のみ               |
| 2        | 京阪バス     | 66A：比叡平            | 平日2本、土曜・休日1本は大津駅始発       |

- かつては近江鉄道バスが西大津日赤線（大津京駅 - 大津赤十字病院 - 大津駅）を運行していたが、2013年9月末に廃止された。この他、山科・石山・比叡山坂本の各駅への路線も設定されていたが、すべて廃止となっている。

## 隣の駅
西日本旅客鉄道（JR西日本）
 湖西線
■新快速・■快速
比叡山坂本駅 (JR-B27) - 大津京駅 (JR-B29) - 山科駅 (JR-B30)
■普通
唐崎駅 (JR-B28) - 大津京駅 (JR-B29) - 山科駅 (JR-B30)
京阪電気鉄道
▼石山坂本線
大津市役所前駅 (OT14) - 山上駅 - 京阪大津京駅 (OT15) - 漣駅 - 近江神宮前駅 (OT16)
- 山上駅・漣駅は当駅開業以前に廃止。

### 記事本文